# Lampre-Merida/Saison 2014
Dieser Artikel listet Erfolge und Fahrer des Radsportteams Lampre-Merida in der Saison 2014 auf.

## Erfolge in der UCI World Tour
| Datum        | Rennen                       | Sieger             |
| ------------ | ---------------------------- | ------------------ |
| 22. Januar   | 2. Etappe Tour Down Under    | Diego Ulissi       |
| 14. Mai      | 5. Etappe Giro d’Italia      | Diego Ulissi       |
| 17. Mai      | 8. Etappe Giro d’Italia      | Diego Ulissi       |
| 18. Juni     | 5. Etappe Tour de Suisse     | Sacha Modolo       |
| 22. Juni     | 9. Etappe Tour de Suisse     | Rui Costa          |
| 14.–22. Juni | Gesamtwertung Tour de Suisse | Rui Costa          |
| 31. August   | 9. Etappe Vuelta a España    | Winner Anacona     |
| 7. September | 15. Etappe Vuelta a España   | Przemysław Niemiec |
| 14. Oktober  | 5. Etappe Tour of Beijing    | Sacha Modolo       |

## Erfolge in der UCI America Tour
| Datum      | Rennen                     | Kat. | Fahrer       |
| ---------- | -------------------------- | ---- | ------------ |
| 26. Januar | 7. Etappe Tour de San Luis | 2.1  | Sacha Modolo |

## Erfolge in der UCI Asia Tour
| Datum       | Rennen                   | Kat. | Sieger            |
| ----------- | ------------------------ | ---- | ----------------- |
| 25. Mai     | 6. Etappe Tour of Japan  | 2.1  | Niccolò Bonifazio |
| 21. Oktober | 2. Etappe Tour of Hainan | 2.HC | Niccolò Bonifazio |
| 24. Oktober | 5. Etappe Tour of Hainan | 2.HC | Andrea Palini     |
| 25. Oktober | 6. Etappe Tour of Hainan | 2.HC | Niccolò Bonifazio |
| 27. Oktober | 8. Etappe Tour of Hainan | 2.HC | Niccolò Bonifazio |

## Erfolge in der UCI Europe Tour
| Datum         | Rennen                                          | Kat. | Sieger            |
| ------------- | ----------------------------------------------- | ---- | ----------------- |
| 9. Februar    | Trofeo Palma                                    | 1.1  | Sacha Modolo      |
| 10. Februar   | Trofeo Ses Salines                              | 1.1  | Sacha Modolo      |
| 19. Februar   | 1. Etappe Volta ao Algarve                      | 2.1  | Sacha Modolo      |
| 21. Februar   | Trofeo Laigueglia                               | 1.1  | José Serpa        |
| 6. März       | Gran Premio Città di Camaiore                   | 1.1  | Diego Ulissi      |
| 2. April      | 2. Etappe Driedaagse van De Panne-Koksijde      | 2.HC | Sacha Modolo      |
| 3. April      | 3. Etappe Driedaagse van De Panne-Koksijde      | 2.HC | Sacha Modolo      |
| 27. Juni      | Portugiesische Meisterschaft – Einzelzeitfahren | CN   | Nélson Oliveira   |
| 29. Juni      | Portugiesische Meisterschaft – Straßenrennen    | CN   | Nélson Oliveira   |
| 17. September | Coppa Agostoni                                  | 1.1  | Niccolò Bonifazio |
| 12. Oktober   | Gran Premio Beghelli                            | 1.HC | Valerio Conti     |

## Zugänge – Abgänge
| Zugänge            | Team 2013                 | Abgänge             | Team 2014                           |
| ------------------ | ------------------------- | ------------------- | ----------------------------------- |
| Rui Costa          | Movistar                  | Michele Scarponi    | Astana Pro Team                     |
| Christopher Horner | RadioShack Leopard        | Adriano Malori      | Movistar Team                       |
| Nélson Oliveira    | RadioShack Leopard        | Davide Viganò       | Caja Rural-Seguros RGA              |
| Rafael Valls       | Vacansoleil-DCM           | Simone Stortoni     | Amore & Vita-Selle SMP              |
| Sacha Modolo       | Bardiani Valvole-CSF Inox | Matthew Lloyd       | Jelly Belly-Maxxis                  |
| Xu Gang            | Champion System           | Miguel Ubeto        | Gobernación del Táchira-IDT-Concafé |
| Niccolò Bonifazio  | Neoprofi                  | Massimo Graziato    | Unbekannt                           |
| Valerio Conti      | Neoprofi                  | Daniele Pietropolli | Unbekannt                           |

## Mannschaft
| Name                | Geburtstag         | Nationalität        |              |
| ------------------- | ------------------ | ------------------- | ------------ |
| Winner Anacona      | 11. August 1988    | Kolumbien           |              |
| Niccolò Bonifazio   | 29. Oktober 1993   | Italien             |              |
| Matteo Bono         | 11. November 1983  | Italien             |              |
| Mattia Cattaneo     | 25. Oktober 1990   | Italien             |              |
| Davide Cimolai      | 13. August 1989    | Italien             |              |
| Valerio Conti       | 30. März 1993      | Italien             |              |
| Rui Costa           | 5. Oktober 1986    | Portugal            |              |
| Damiano Cunego      | 19. September 1981 | Italien             |              |
| Luca Dodi           | 26. Mai 1987       | Italien             |              |
| Kristijan Đurasek   | 26. Juli 1987      | Kroatien            |              |
| Elia Favilli        | 31. Januar 1989    | Italien             |              |
| Roberto Ferrari     | 9. März 1983       | Italien             |              |
| Christopher Horner  | 23. Oktober 1971   | Vereinigte Staaten  |              |
| Sacha Modolo        | 19. Juni 1987      | Italien             |              |
| Manuele Mori        | 9. August 1980     | Italien             |              |
| Przemysław Niemiec  | 11. April 1980     | Polen               |              |
| Nélson Oliveira     | 6. März 1989       | Portugal            |              |
| Andrea Palini       | 16. Juni 1989      | Italien             |              |
| Jan Polanc          | 6. Mai 1992        | Slowenien           |              |
| Filippo Pozzato     | 10. September 1981 | Italien             |              |
| Maximiliano Richeze | 7. März 1983       | Argentinien         |              |
| José Serpa          | 17. April 1979     | Kolumbien           |              |
| Diego Ulissi        | 15. Juli 1989      | Italien             |              |
| Rafael Valls        | 25. Juni 1987      | Spanien             |              |
| Luca Wackermann     | 13. März 1992      | Italien             |              |
| Xu Gang             | 28. Januar 1984    | Volksrepublik China |              |
| Stagiaires          | Stagiaires         | Nationalität        | Nationalität |
| Ilja Koschewoj      | Ilja Koschewoj     | Belarus             |              |
| Andrea Vaccher      | Andrea Vaccher     | Italien             |              |